# 内田笃人
内田笃人（日語假名：うちだ あつと，1988年3月27日—），已退役日本足球運動員，司職右邊後衛，曾效力鹿島鹿角，前日本國家足球隊成員。

## 早期生涯
1988年3月27日，内田笃人出生于日本静冈县函南町。2003年，内田笃人考入日本足球名校静冈县的清水东高中。2003-2006年，在内田笃人高中就学期间，曾代表清水东高中参加日本高中足球联赛。

## 俱乐部生涯
2006年1月，高中毕业的内田笃人与处于日职联赛的鹿岛鹿角签约，开始职业足球生涯。3月25日，内田笃人在鹿岛鹿角对阵广岛三箭的比赛中，第一次代表鹿岛鹿角出场。18岁就成为日职联赛劲旅鹿岛鹿角的绝对主力，20岁成为联赛最佳阵容的一员，2007-2009年帮助鹿岛鹿角夺取联赛3连冠。
2010年7月1日，22岁的内田笃人以130万欧元的转会费从鹿岛鹿角加盟德甲劲旅沙尔克04。 2010-11赛季的欧冠联赛四分之一决赛，欧冠历史上首次上演了日本德比，内田笃人所在的沙尔克04两回合7:3击败了长友佑都所在的国际米兰进入4强。通过首个赛季的表现，内田已经成为沙尔克04的右后卫主力。
加盟德甲第一季，他平均69分钟一次过人，平均41分钟一次抢断，平均1074分钟参与一个进球。
2010-11赛季的德国杯，沙尔克04在决赛5:0大胜杜伊斯堡，内田笃人替补登场，拿到了旅欧的第一个冠军。
内田笃人在2013-14赛季欧冠小组赛第一轮对布加勒斯特星的比赛中打入1球，完成了他职业生涯唯一一次欧冠进球。内田也是欧冠出场时间最多的日本球员，总计2387分钟，在欧冠出场29次，对阵过包括皇家马德里、切尔西、阿森纳在内的各大豪门。
2015年1月14日，德甲联赛半程结束后，在德甲联赛官方网站进行了最佳球员的评选中，内田笃人得到了25.07%的高支持率，排在最佳球员第二位。
可惜伤病让内田笃人很少为球队出场，也逐渐失去了沙尔克04的主力位置。他在沙尔克04的首个赛季是沙尔克04生涯出场次数最多的一个赛季。
因为右大腿肌纤维以及髌骨肌腱撕裂，内田的伤势一直在反复，在沙尔克04的最后两个赛季内田笃人只踢了1场比赛。2015-16赛季报废，2016-17赛季只出场过1次欧联小组赛，第83分钟替补出场。
他总共完成了104次德甲出场，是德甲史上出场次数第8多的日本球员。2017年赛季客场0比2负于萨尔斯堡红牛的欧联小组赛，内田替补出场踢了7分钟，终于完成复出，但这也成为他在沙尔克04的最后一场比赛。
2017-18赛季，内田笃人离开了效力了7个赛季的沙尔克04，短暂加盟了德乙的柏林联合。不过因为伤病的原因只出场过2次105分钟，有1次助攻。
2018年1月2日，内田笃人宣布回归鹿岛鹿角，7年半的旅欧生涯宣告结束。
2018年初回到鹿岛，内田一度在赛季前的热身赛中表现出众并且奉献过助攻，主帅大岩刚也认为他有可能重新成为球队后防线的核心。然而仅仅参加了与上海申花的亚冠首战和联赛首战对阵清水心跳后，内田就因伤缺席了一个半月。等到4月14日第8轮复出后，内田以主力右后卫的身份连续参赛5场，结果球队仅仅取得2胜1平2负，更可怕的是，5轮比赛鹿岛竟然丢掉了9球。而内田虽然全部首发，但却只打满了与长崎成功丸的一场比赛，其他均是被提前换下。
与天津天海的两回合1/4决赛，与水原三星的半决赛首回合，内田全部首发出战。对阵水原，他在开场就打入乌龙球的情况下，补时阶段打入致胜一球，帮助球队取胜。
2018赛季，以内田随鹿岛夺得亚冠且参加世俱杯。内田2019赛季接过了传奇球员小笠原满男的队长袖标。内田在日职联赛第2-5轮全部首发，打满了球队3月份的全部联赛，但最终受伤。联赛第5轮与磐田喜悦的比赛进行至第58分钟，内田因伤被换下。然而，那却是至8月28日鹿岛亚冠对战广州恒大比赛之前，内田最后一次入选比赛阵容，出现在场边的替补席。这期间，因为与磐田比赛中他的右膝旧伤复发，又休息了4个半月。
鹿岛鹿角通过官方网站发表公告称，日本前国脚内田笃人将在本月结束自己的球员生涯，23日与大阪飞脚的日职联赛第12轮比赛将是他的告别战。

## 国家队生涯
2006年，内田笃人曾代表日本国家青年队参加亞足聯U-19錦標賽并获得亚军。
2007年，内田笃人代表日本20歲以下足球代表队参加了在加拿大举行的世青赛。
2008年1月26日，内田笃人在日本0-0战平智利的友谊赛中第一次代表国家队出场。
2008年6月22日，内田笃人在日本和巴林的比赛中打进一个进球，这也是他首个国家队进球，内田笃人以20岁87天的年龄打破了中田英寿11年前创下的日本国家队最年轻破门者纪录。
2008年夏天，内田笃人代表日本国奥队参加了在北京举行的2008年北京奥运足球比赛。
2011年1月29日，内田笃人以主力身份代表日本参加了在卡塔尔举行的2011年亚洲盃，并帮助日本在决赛中击败澳洲，获得第15届亚洲盃冠军。
2014年5月27日，在2014年巴西世界杯前的热身友谊赛中，内田笃人打入一个进球帮助日本1-0击败塞浦路斯。

## 個人生活
2015年5月25日，内田笃人通过管理事务所的官方网站宣布结婚，妻子是普通人，名字等资料未外公布。

## 榮譽
史浩克零四
- 德國足協盃冠軍：2011年；

## 演出作品

### 電視劇
- 古書堂事件手帖第1話 2013年1月14日至2013年3月25日-/富士電視台/飾　ハローワーク相談員

### PV
- May J.「本当の恋」（2014年）

### 声优
- Pokemon the movie XY 破坏之茧与蒂安希（2014年）- 内田笃人

## 外部連結
- 内田笃人 – FIFA國際賽競賽紀錄 (存檔)
- 内田笃人在 National-Football-Teams.com 上的出场纪录
- fussballdaten.de：Atsuto Uchida之統計數據 （德文）